# Bâlteni
Bâlteni is een Roemeense gemeente in het district Gorj.
Bâlteni telt 7821 inwoners.